# Keishi Kusumi
Keishi Kusumi (楠美 圭史 Kusumi Keishi?), född 25 juli 1994 i Tokyo prefektur, är en japansk fotbollsspelare.
Kusumi började sin karriär 2013 i Tokyo Verdy. 2015 blev han utlånad till Verspah Oita. Han gick tillbaka till Tokyo Verdy 2016. 2017 flyttade han till FC Imabari.